# Özlem Özçelik
Özlem Özçelik (ur. 1 stycznia 1972 w Stambule) – turecka siatkarka, występująca na pozycji środkowej. Wraz z reprezentacją zdobyła srebrny medal na mistrzostwach Europy, które rozgrywały się w 2003 roku w Turcji. Uczestniczyła w mistrzostwach świata w 2006 roku rozgrywanych w Japonii. Obecnie występuje w tureckim Besiktasie Stambuł.
Karierę reprezentacyjną zakończyła w 2007 r.

## Osiągnięcia

### klubowe
- Mistrzostwo Turcji – (1999, 2001, 2002, 2003, 2004, 2005)
- Wicemistrzostwo Turcji – (2007, 2008)
- Brązowy medal Mistrzostw Turcji – (2004, 2005)
- Mistrzostwo Rosji – (2006)
- Brązowy medal Pucharu Top Teams[1] – (2005)

### reprezentacyjne
- Wicemistrzostwo Europy – (2003)

## Nagrody indywidualne
- Najlepiej blokująca zawodniczka Mistrzostw Europy – (2005)